# 泰星巅峰榜
泰星巅峰榜是泰国华文娱乐媒体《娱乐泰疯癫Thai Crazy》所举办的一项综合性奖项，于2020年首次举办。本届泰星巅峰榜共有75名艺人及作品竞逐15个奖项，采用网络投票方式评选出最终结果。
所设巅峰榜致力于真实体现粉丝想法，商家能够简单清晰明了艺人在华人气。

## 奖项历程
2020年3月11日宣布活动启动，揭晓了15个奖项的入围名单，并开启了投票通道。2020年3月30日投票截止，随后统计得奖名单。2020年4月21日，宣布奖项的最终结果。

## 奖项设置
- 最佳戏剧奖
- 最佳同性戏剧奖
- 最佳荧幕情侣奖
- 最佳同性荧幕情侣奖
- 最恩爱情侣奖
- 最佳男主角奖
- 最佳女主角奖
- 最佳男配角奖
- 最佳女配角奖
- 最受欢迎男艺人奖
- 最受欢迎女艺人奖
- 最受欢迎男歌手奖
- 最受欢迎女歌手奖
- 最受欢迎乐队奖
- 最受欢迎OST奖